# ديفيد إس. مكاي
ديفيد إس. مكاي (بالإنجليزية: David S. McKay)‏ هو جيولوجي أمريكي، ولد في 25 سبتمبر 1936 في تيتوسفيل في الولايات المتحدة، وتوفي في 20 فبراير 2013 في هيوستن في الولايات المتحدة.

## وصلات خارجية
- ديفيد إس. مكاي على موقع الموسوعة البريطانية (الإنجليزية)